# Mabalacat
Mabalacat, Tagalog: Bayan ng Mabalacat, ist eine philippinische Stadtgemeinde in der Provinz Pampanga, in der Verwaltungsregion III, Central Luzon. Nach dem Zensus von 2015 hatte Mabalacat 250.799 Einwohner, die in 27 Barangays lebten. Sie wird als Gemeinde der ersten Einkommensklasse auf den Philippinen und als urbanisiert eingestuft.
Mabalacats Nachbargemeinden sind Bamban im Norden, Concepcion im Nordosten, beide in der Provinz Tarlac gelegen, Magalang im Osten, Mexico im Südosten, Angeles City im Süden, Porac im Westen. Die Topographie der Stadt ist gekennzeichnet durch das Flachland der zentralen Luzon-Tiefebene im östlichen Teil und den Ausläufern der Zambales-Bergen im westlichen Teil der Gemeinde.
Der Diosdado Macapagal International Airport – früher "Clark Airbase" oder kurz "Clark", (IATA-Code CRK, ICAO-Code RPLC) – liegt in Mabalacat, er ist nach der Landwirtschaft der bedeutendste Wirtschaftsfaktor in der Gemeinde.

## Weblinks

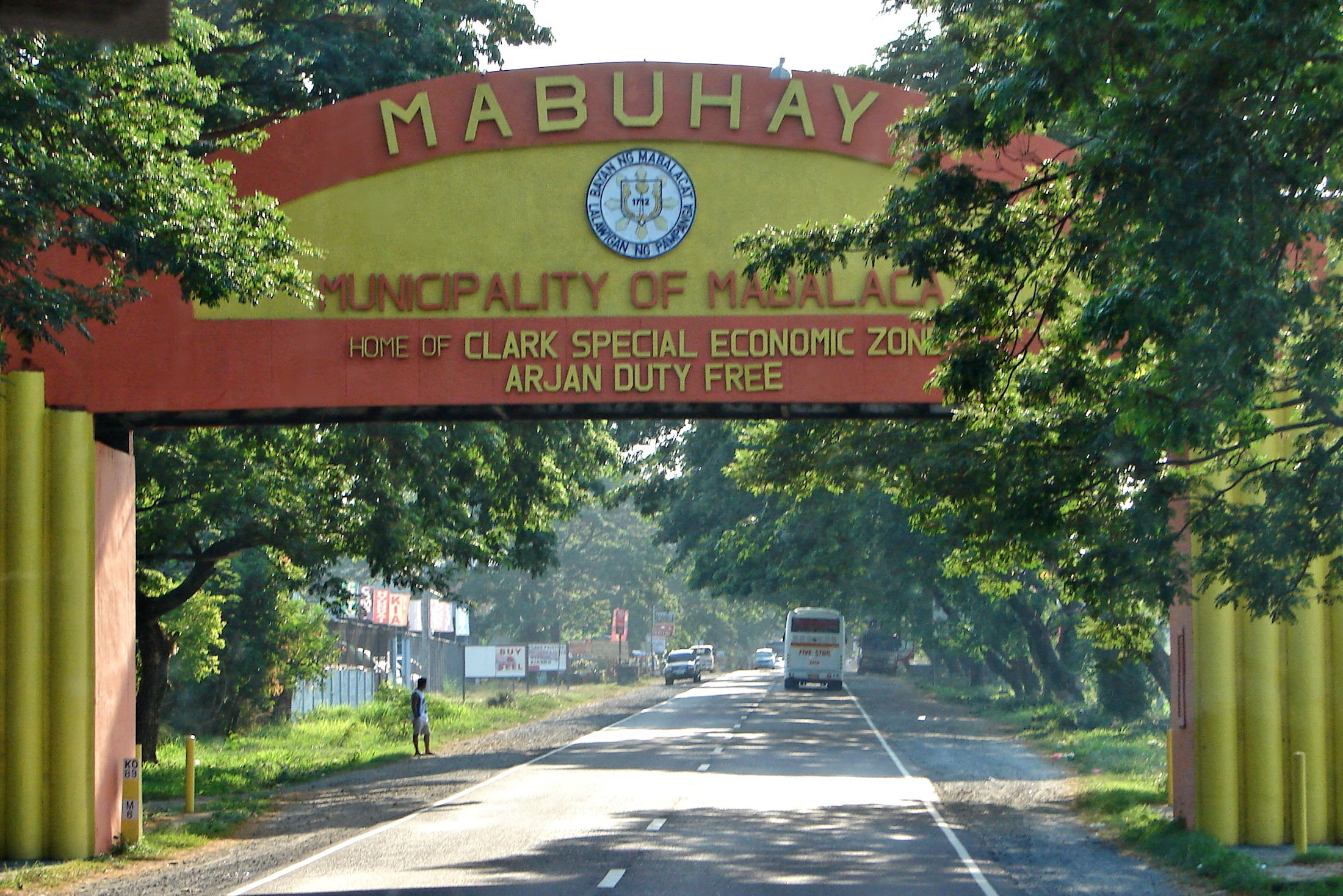
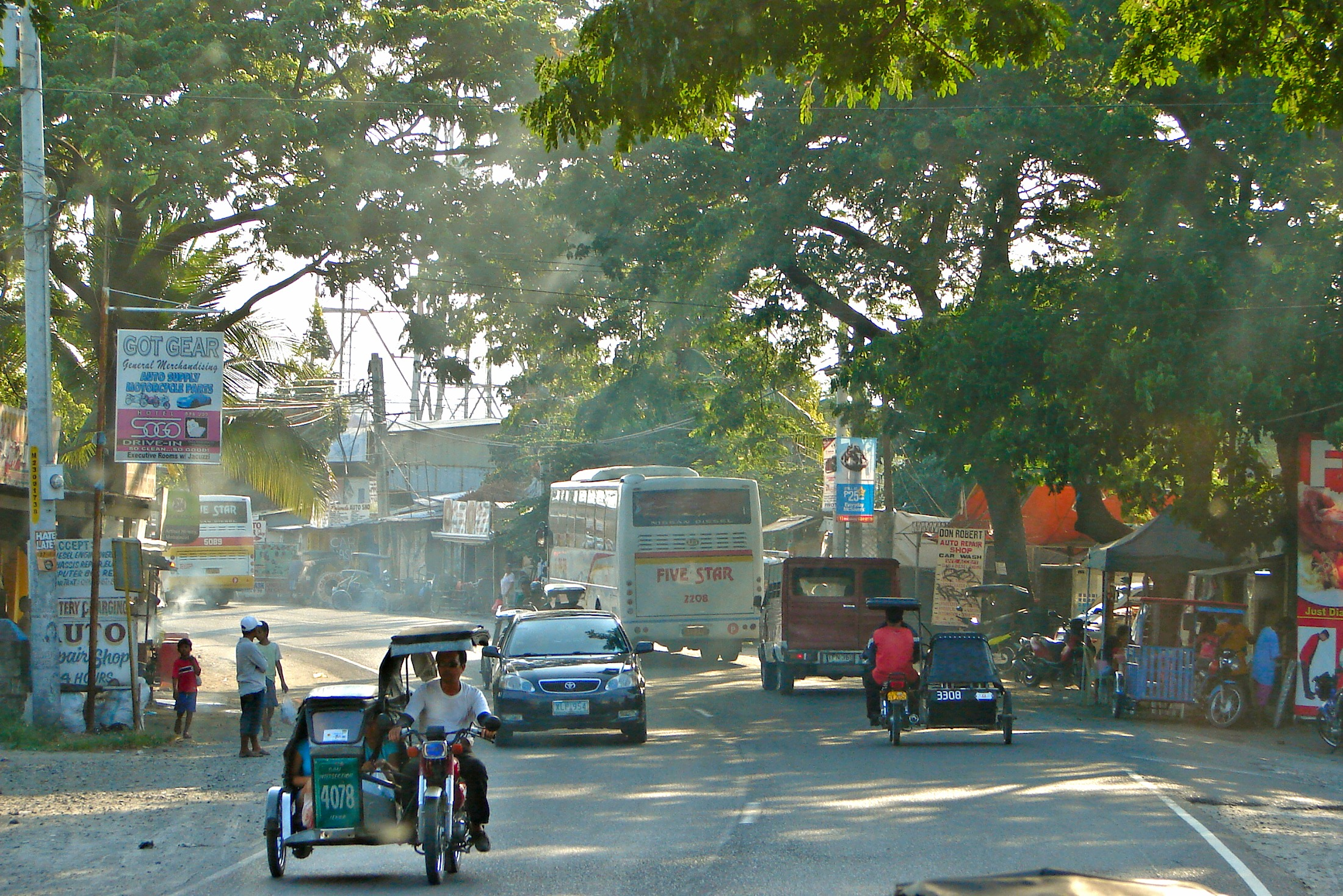
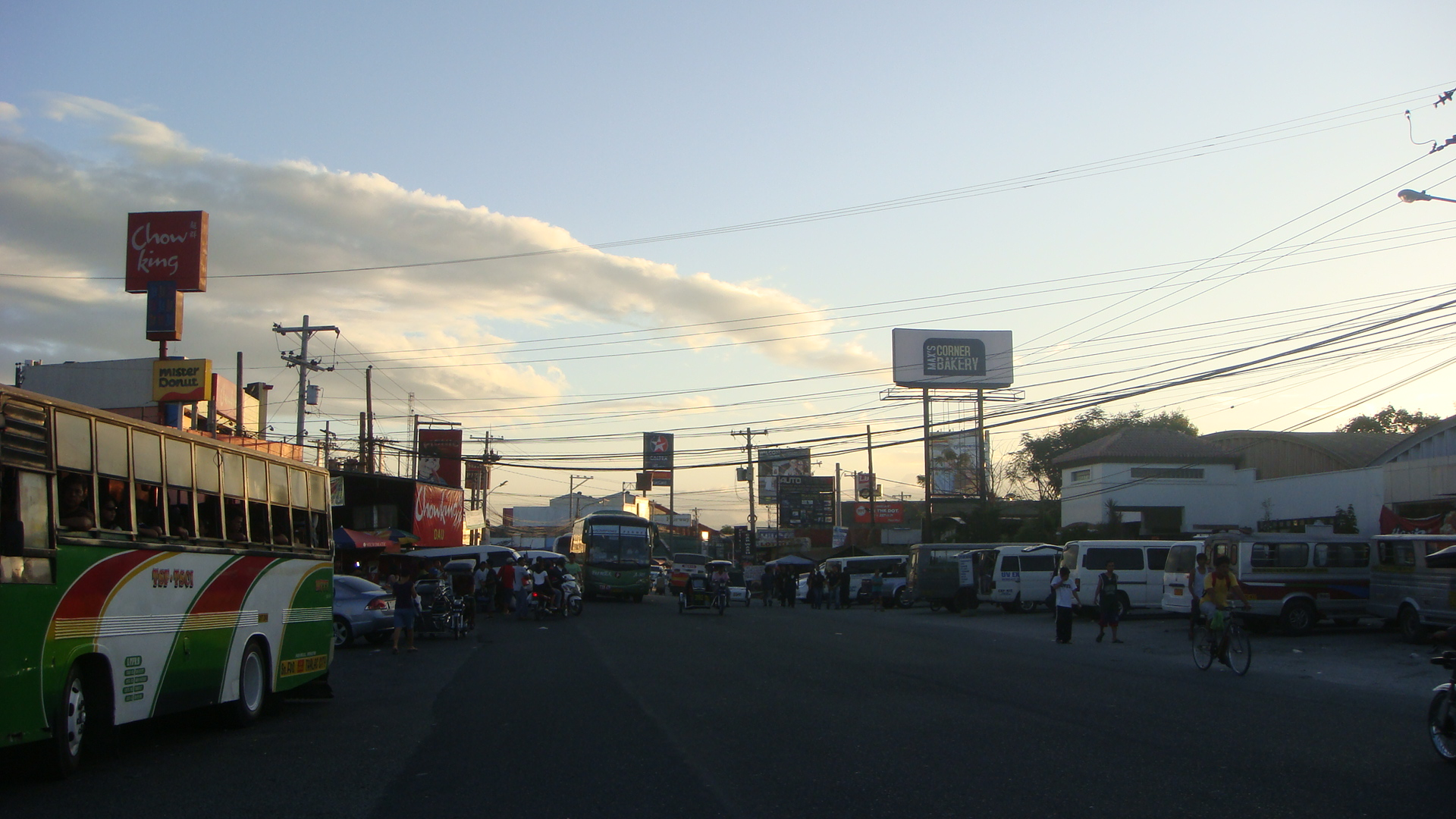
Downtown (Dau)
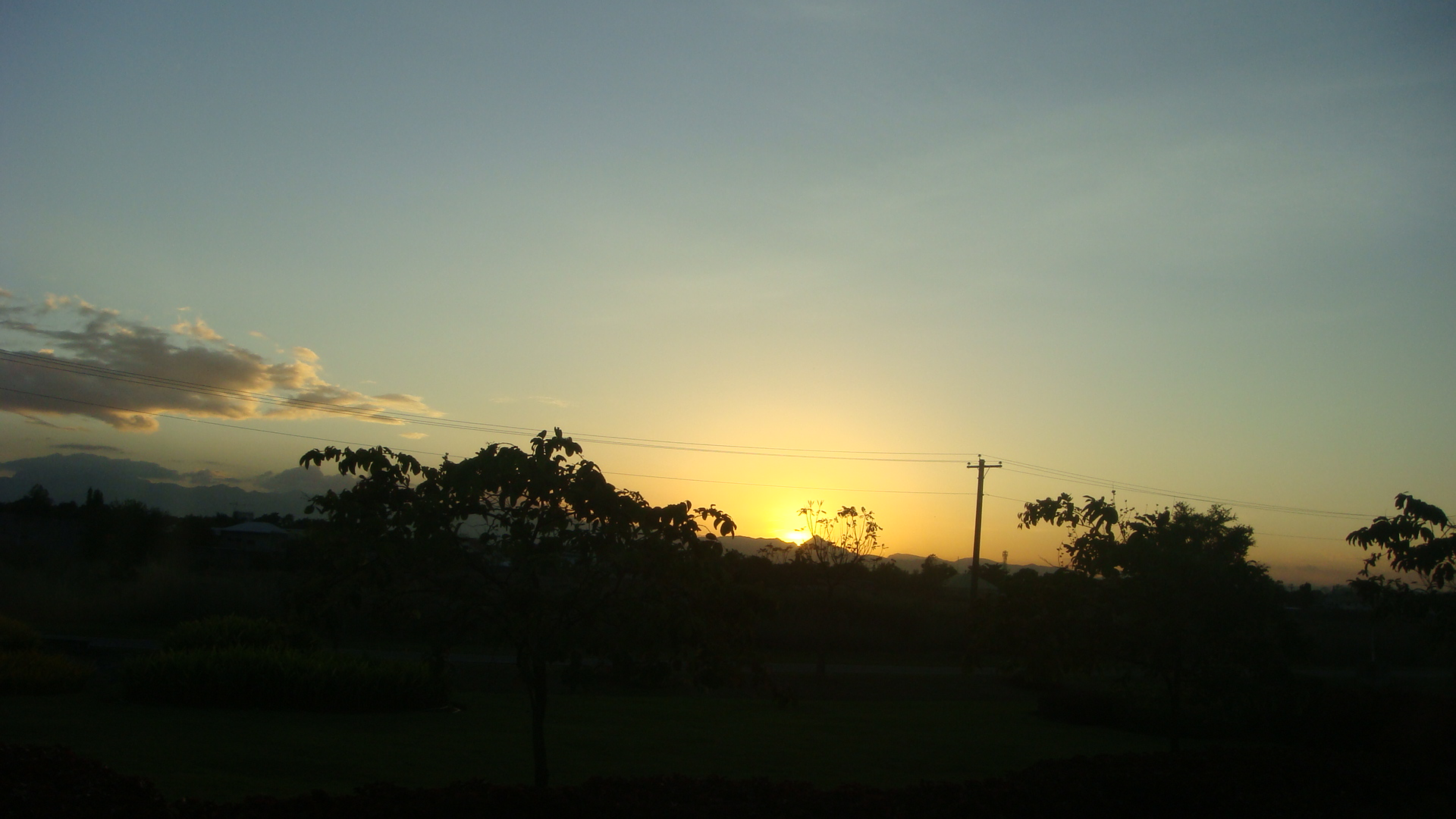
Sonnenuntergang im Barangay Dau

## Baranggays
| - Atlu-Bola - Bical - Bundagul - Cacutud - Calumpang - Camachiles - Dapdap - Dau - Dolores - Duquit - Lakandula - Mabiga - Macapagal Village - Mamatitang | - Mangalit - Marcos Village - Mawaque - Paralayunan - Poblacion - San Francisco - San Joaquin - Santa Ines - Santa Maria - Santo Rosario - Sapang Biabas - Sapangbalen - Tabun |